# Biti Julia
Biti Julia (eng. Being Julia) je kanadsko - američko - mađarsko - britanska drama iz 2004. godine. Film koji je režirao István Szabó, je inspiriran romanom Kazalište (eng. Theatre) kojeg je napisao W. Somerset Maugham. 

## Radnja
Radnja je smještena u londonski svijet kazališta, kasnih 1930-ih. Vodeća diva tadašnje kazališne scene, Julia Lamberts, postaje umorna od tereta kojeg njen uspjeh i slava nose. Ona se zaljubljuje u mladog amerikanca Toma Fennela, s kojim, nedugo potom, započinje strastvenu vezu. No, nakon što Julia shvati kako je Tom koristi samo da bi se popeo koju stepenicu više na društvenoj ljestvici i otkrije da je njegova prava ljubav starleta po imenu Avis Crichton, ona počinje smišljati plan o prekrasnoj osveti.

## Glavne uloge
- Annette Bening kao Julia Lambert
- Shaun Evans kao Tom Fennel
- Jeremy Irons kao Michael Gosselyn
- Lucy Punch kao Avis Crichton
- Tom Sturridge kao Roger Gosselyn

## Uspjeh na kino blagajnama i prihvat kritičara
Film je nakon prvog tjedna prikazivanja, u svega 9 kino dvorana, zaradio 122,214 dolara. Sveukupno film je, nakon prikazivanja u 318 kino dvorana, zaradio 14,339,171 dolar.  Također, treba napomenuti kako je film na Rotten Tomatoesu, websiteu koji primjenjuje višestruke kritičke preglede, zaradio odobravajući rang od 76% (od 119 kritičkih pregleda dobio je 91 pozitivnu ocjenu).

## Nagrade i nominacije
Za svoju izvedbu u filmu, Annette Bening je osvojila nagradu Golden Globe u kategoriji "najbolja izvedba glumice u igranom filmu-mjuzikl ili komedija", te je bila nominirana za Screen Actors Guild Award i Oscara. Međutim, obje nagrade za koje je bila nominirana su pripale glumici Hilary Swank.

## Vanjske poveznice
- Službene stranice
- Biti Julia u internetskoj bazi filmova IMDb-a